# Kopito Ridge
Kopito Ridge (englisch; bulgarisch рид Копито rid Kopito) ist ein in nordwest-südöstlicher Ausrichtung 6 km langer, 2,7 km breiter, bis zu 900 m hoher und größtenteils unvereister Gebirgskamm im Grahamlands auf der Antarktischen Halbinsel. Er ragt östlich des Lobosh Peak in den nordöstlichen Ausläufern des Detroit-Plateaus im Süden der Trinity-Halbinsel auf. 
Die bulgarische Kommission für Antarktische Geographische Namen benannte ihn 2011 nach den Bergen Goljamo Kopito und Malko Kopito im Witoschagebirge im Westen Bulgariens.